# Federação Maliana de Futebol
A Federação Maliana de Futebol (em francês:  Fédération Malienne de Football, FMF) é o órgão dirigente do futebol do Mali, responsável pela organização dos campeonatos disputados no país, bem como da Seleção Malinesa. Foi fundada em 1960 e é afiliada à FIFA desde 1964 e à CAF desde o ano de 1963. Ela também é filiada à WAFU. O presidente atual da entidade é Boubacar Baba Diarra.